# Túneles de Vallvidrera
Los túneles de Vallvidrera son un conjunto de cinco túneles que atraviesan la sierra de Collserola, uniendo la ciudad de Barcelona con la comarca del Vallés Occidental (Cataluña, España). Fueron inaugurados en 1991. El más largo de todos es el llamado túnel de Vallvidrera, con una longitud de 2517 metros. Este es el único de peaje, el resto son de tránsito libre.
Lógicamente, al ser de peaje, el túnel de Vallvidrera cuenta, por imperativo legal, con una alternativa gratuita, la carretera de la Arrabassada. Esta carretera es gratuita y hace el mismo recorrido que el túnel, pero superando la sierra por un puerto de montaña y con un solo carril por sentido.

## Historia
El 14 de febrero de 1967 el Ayuntamiento de Barcelona inició los trámites para conectar Barcelona con el Vallés a través de una serie de túneles que salvasen la sierra de Collserola. La primera parte de las obras se produjo entre 1970 y 1975 pero se paralizaron en marzo de 1976. Volvieron a reanudarse en 1988 y se inauguró el túnel oriental en 1991.

## Túneles
- Túnel de Vallvidrera: 2517 m
- Túnel de La Floresta: 440 m
- Túnel de Can Llobet: 391 m
- Túnel de Valldoreix: 857 m
- Túnel de Can Rabella: 389 m